# Black Knight Sword
Black Knight Sword est un jeu vidéo de plates-formes et d'action développé par Grasshopper Manufacture et Digital Reality et édité par D3 Publisher, sorti en 2012 sur PlayStation Network (PlayStation 3) et Xbox Live Arcade (Xbox 360).

## Accueil
- Canard PC : 7/10[1]